# Saint-Amand-Longpré

Saint-Amand-Longpré este o comună în departamentul Loir-et-Cher, Franța. În 1 ianuarie 2022 avea o populație de 1.214 de locuitori.